# کدوی قلقله‌زن
کدوی قلقله‌زن نام متلی ایرانی و به زبان فارسی به جای مانده از دوران کهن است. این متل در زمره افسانه‌های زنجیری قرار دارد.

## تاریخچه
افسانه شاپوری ریشه داستان را به زمان اساطیری و دوران نوسنگی مربوط می‌داند. به گفته او نشانه‌های این داستان حاکی از تلاش انسان (پیرزن) برای تسلیم نشدن و خورده نشدن در برابر عوامل «بزرگ مادر هستی» است و از پایان اقتدار و تسلط نمادهای آن در برابر انسان متفکر حکایت می‌کند.

## خلاصه داستان
این متل داستان پیرزنی است که به قصد دیدار دختر و دامادش به سفر می‌رود و در راه با حیوانات وحشی برخورد می‌کند که قصد دریدن او را دارند. ولی آنان را مجاب می‌کند که صبر کنند و در بازگشت و وقتی او در اثر پذیرایی دخترش «چاق و چله» شد او را بخورند. حیوانات قبول می‌کنند. ولی پیرزن در بازگشت با مخفی شدن در یک کدو از میان آنان فرار می‌کند و به خانه می‌رسد.

### روایت تاجیکی
این روایت که کدوی قلون نام دارد اندکی با روایت ایرانی متفاوت است. قهرمان داستان پسر بازیگوشی به نام بختیار است که برای شکار به صحرا رفته و به حیوانات درنده‌ای که قصد خوردن او را دارند می‌گوید:«من لاغرم بگذار مرغ و کبک شکار کنم با هم بخوریم» و آنان را گول می‌زند و در بازگشت در کدویی مخفی شده و به خانه می‌رسد.

## انتشار

خروج پیرزن در کدو از خانه دختر و دامادش. اثر پرویز کلانتری در نخستین کتاب رنگی کودک در ایران. سال ۱۳۴۳

ویرایشی رنگی از این کتاب که در سال ۱۳۴۳ در ایران توسط انتشارات کانون پرورش فکری کودکان و نوجوانان منتشر شد، نخستین کتاب کودک ایرانی است که کم و بیش در آن از چاپ چهار رنگ استفاده شده‌است.
در میان عناوین کتاب‌های منظومی که در سال‌های ۱۳۵۷ تا ۱۳۶۲ برای کودکان در ایران منتشر شد، سه عنوان «شنگول و منگول»، «کدوی قلقله‌زن» و «خاله سوسکه» دارای بیشترین تکرار بوده‌اند.

## نقش آموزشی
در افسانه کدوی قلقله‌زن کودک می‌آموزد که هنگام سختی و دشواری، از شگردها و ترفندهای زبانی و غیر زبانی، برای رهایی خود سود برد. همچنین روش‌هایی که قهرمان این داستان به کار می‌برد باعث کاهش ترس در کودکان شده و آنان می‌توانند به زندگی عادی مانند سایرین ادامه دهند.

## برگرفته‌ها
گروه‌های نمایشی بر اساس متل کدوی قلقله‌زن نمایش‌هایی را به روی صحنه برده‌اند.
همچنین بر این اساس مجموعه پویانمایی دوبعدی تلویزیونی ساخته شده و به بخش مسابقه جشنواره فیلم کودک و نوجوان نیز راه یافته‌است.